# Læraðr

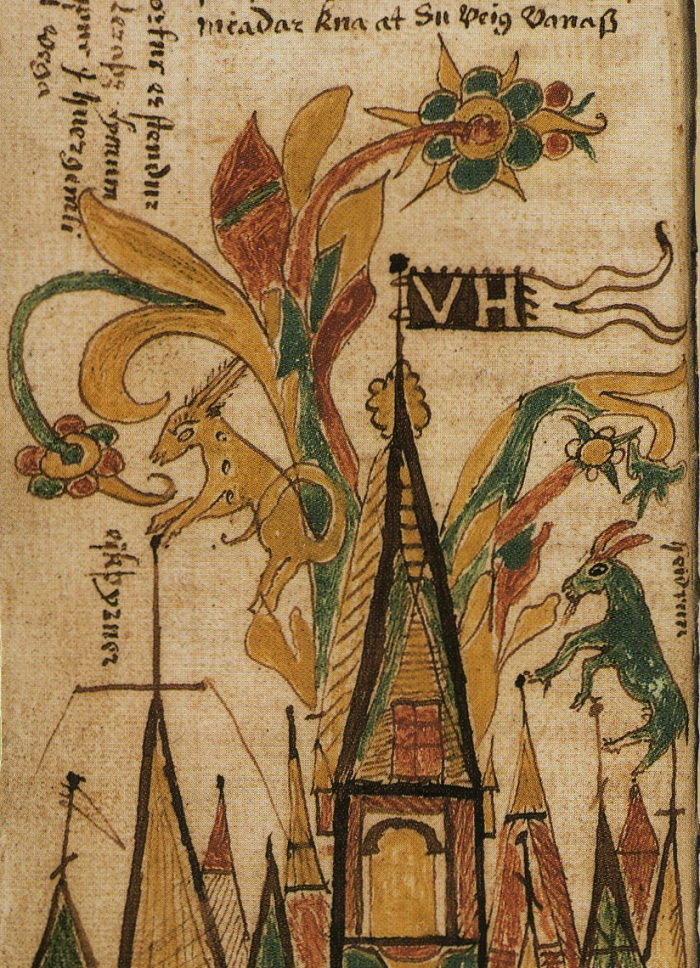
Eikþyrnir y Heiðrún en los altos de Valhalla alimentándose de las hojas de Læraðr. Ilustración de un manuscrito islandés AM 738 4.º del.

Læraðr es un árbol de la mitología nórdica que permanece en lo alto del Valhalla y su follaje alimenta al ciervo Eikþyrnir y a la cabra Heiðrún. A veces se ha identificado con Yggdrasil. Aparece descrito en Grímnismál (cap. 25 y 26) y Gylfaginning (cap. 39).

## Etimología
El significado de Læraðr / Léraðr no está aclarado. Una opción de læ es "daño" o "traición" y se podría traducir como "el que preparó la traición", una referencia al relato de Odín sacrificado y colgado en el árbol Yggdrasil. Otra lectura sería *hléradr, cuyo primer componente sería "refugio" y se podría traducir como "donador de protección".

## Teorías
John Lindow identifica Læraðr con Yggdrasil pues «está localizado en la residencia de Odín, que es el centro del cosmos». Otro argumento es que Yggdrasil también aloja muchas criaturas como la ardilla Ratatoskr, cuatro ciervos, serpientes y el dragón Níðhöggr. Snorri Sturluson también menciona que Hvergelmir se sitúa bajo Yggdrasil.